# Meseta de Cumberland
La meseta de Cumberland (del inglés: Cumberland Plateau) es una meseta de los Estados Unidos localizada en la parte suroeste de la cadena de los Apalaches, al oeste del valle de Tennessee, que pertenece a los estados de Kentucky y Tennessee y en menor medida a Alabama y Georgia.
Está atravesado por el paso de Cumberland Gap, donde ocurrieron numerosas batallas durante la guerra de Secesión. En la meseta de Cumberland nace el río Cumberland, con cerca de 1105 kilómetros de largo, y el río Kentucky (de 417 km), afluente del Ohio.